# Myeong-dong (métro de Séoul)
Myeong-dong (hangeul : 명동 ; hanja : 明洞, sous nommée Woori Financial Town) est une station de passage de la ligne 4 du métro de Séoul. Elle est située au 126 Toegye-ro, quartier Myeong-dong, dans l'arrondissement Jung-gu de Séoul, en Corée du Sud.
Ouverte en 1985, elle est desservie par les rames omnibus et express, qui circulent sur la ligne 4.

## Situation sur le réseau

Plan du réseau (2023)

Établie en souterrain, la station Myeong-dong, est une station de passage de la ligne 4 du métro de Séoul : elle est située entre la station Chungmuro, en direction du terminus nord-est Jinjeop, et la station Hoehyeon en direction du terminus sud-est Oido,.

## Histoire
La station souterraine Myeong-dong est mise en service, sur la ligne 4 du métro de Séoul, le 18 octobre 1985, lors de l'ouverture à l'exploitation, des 16,4 km, de Université de Hansung au nouveau terminus Sadang.

## Services aux voyageurs

### Accès et accueil
Station souterraine de passage, au 126 Toegye-ro, quartier Myeong-dong. Il y a dix bouches, numérotées de 1 à 10, établies de part et d'autre de la Toegye-ro. Elle est équipée d'escaliers, escaliers mécaniques et ascenseurs pour les cheminements entre la station en sous-sol et les bouches en surface. Elle dispose notamment de billetteries avec des automates pour l'acquisition de titres de transports.

### Desserte
Myeong-dong est desservie par les rames omnibus et express, qui circulent sur la ligne 4. La station souterraine est aménagée avec un quai central équipé de portes palières.

Installations
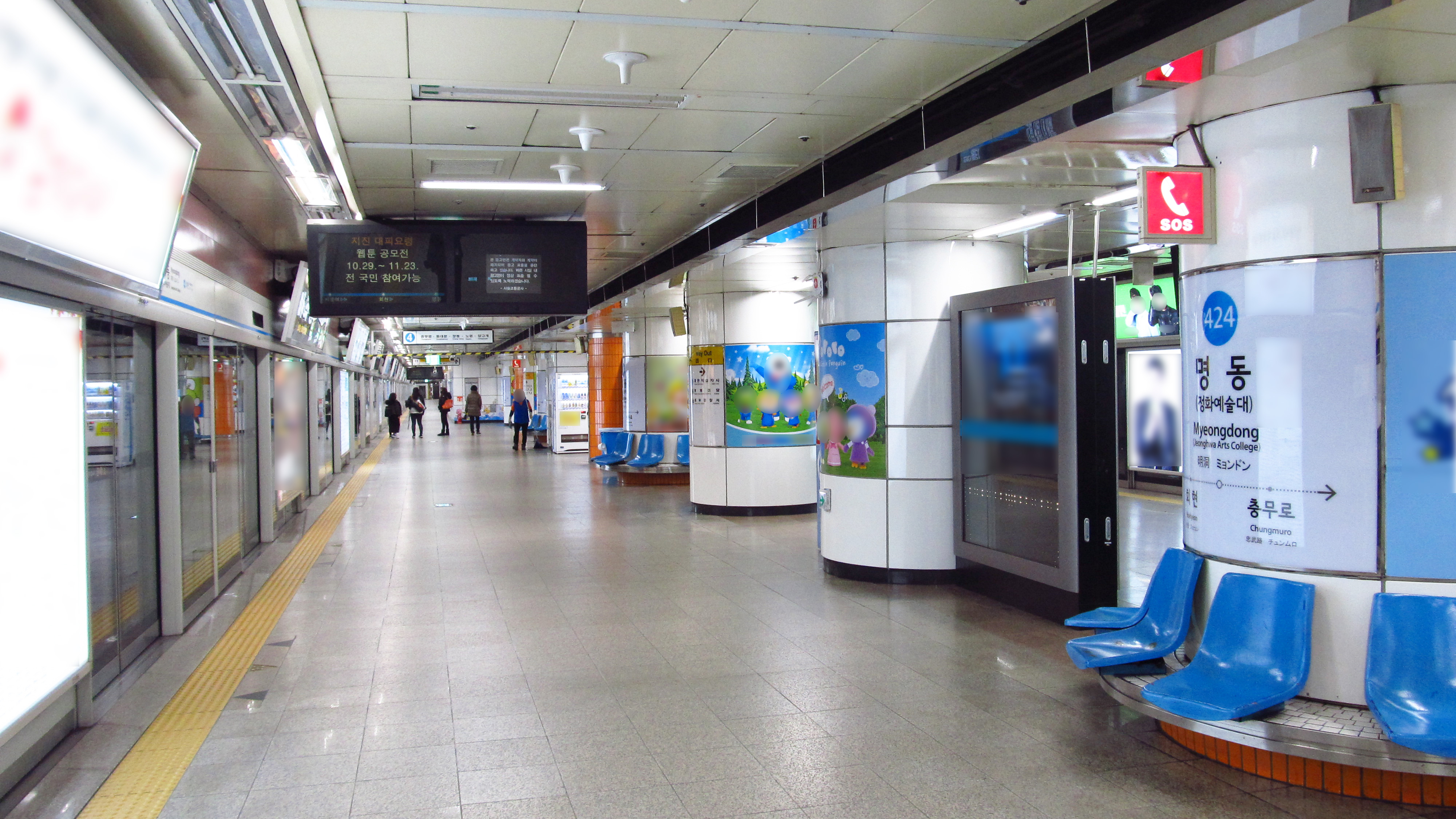
En 2018.
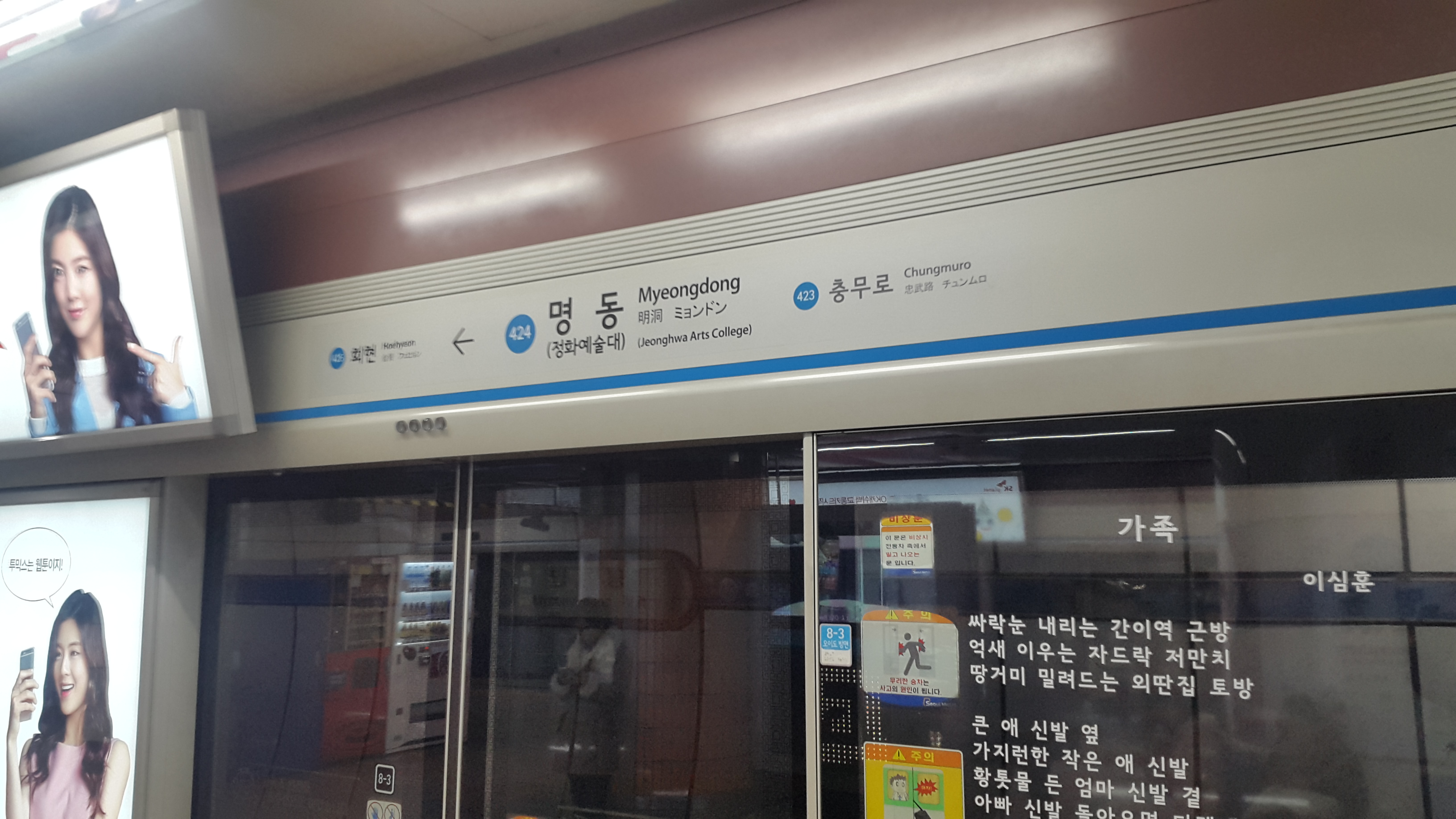
En 2017.
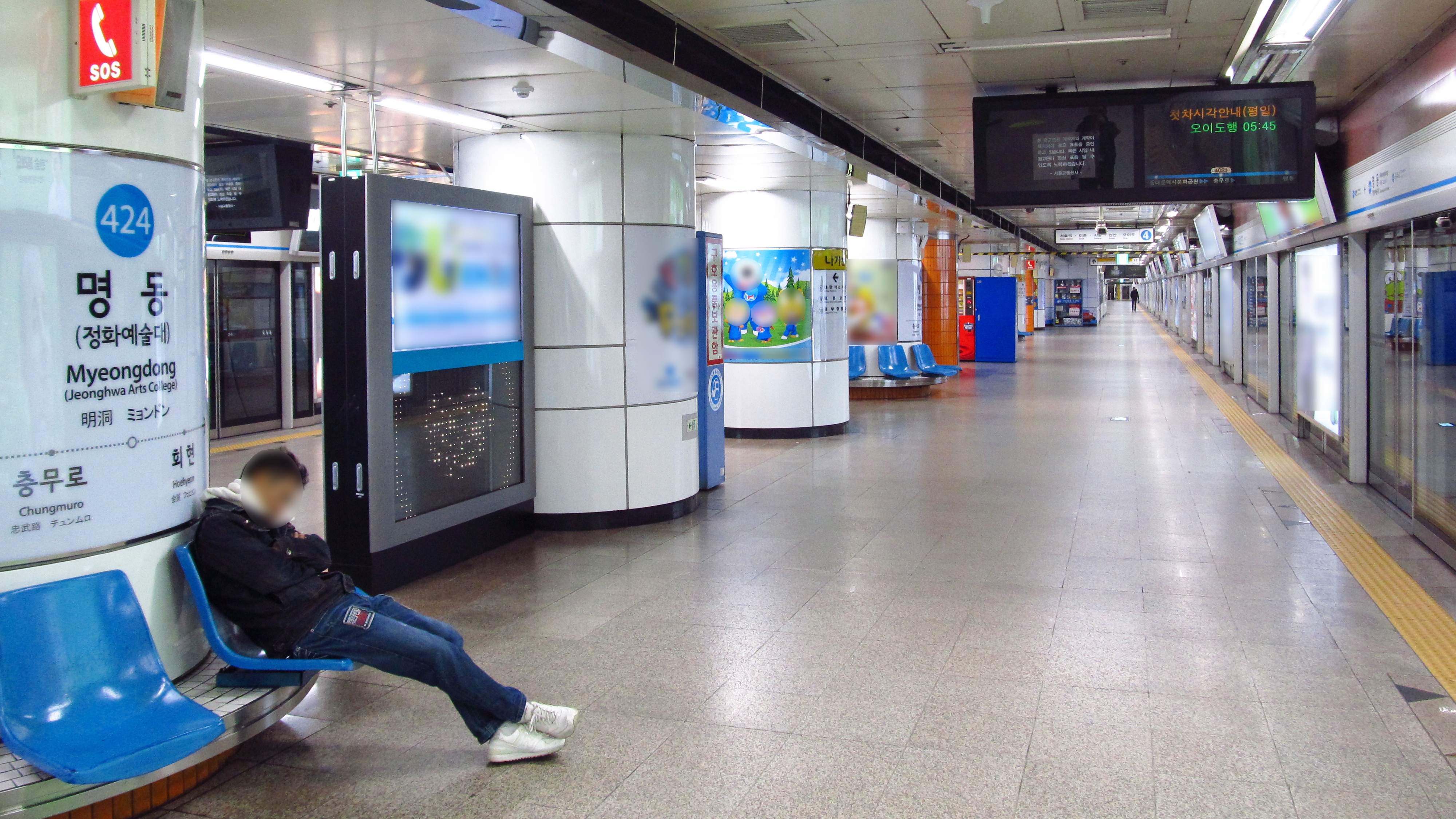
En 2018.

### Intermodalité
Des arrêts de bus sont établis sur la voie routière desservie par les bouches du métro.